# Obersteckholz
Obersteckholz es una comuna suiza del cantón de Berna, situada en el distrito administrativo de Alta Argovia. Limita de noroeste a noreste con la comuna de Langenthal, al sur con Busswil bei Melchnau, y al oeste con Lotzwil.
Hasta el 31 de diciembre de 2009 situada en el distrito de Aarwangen.

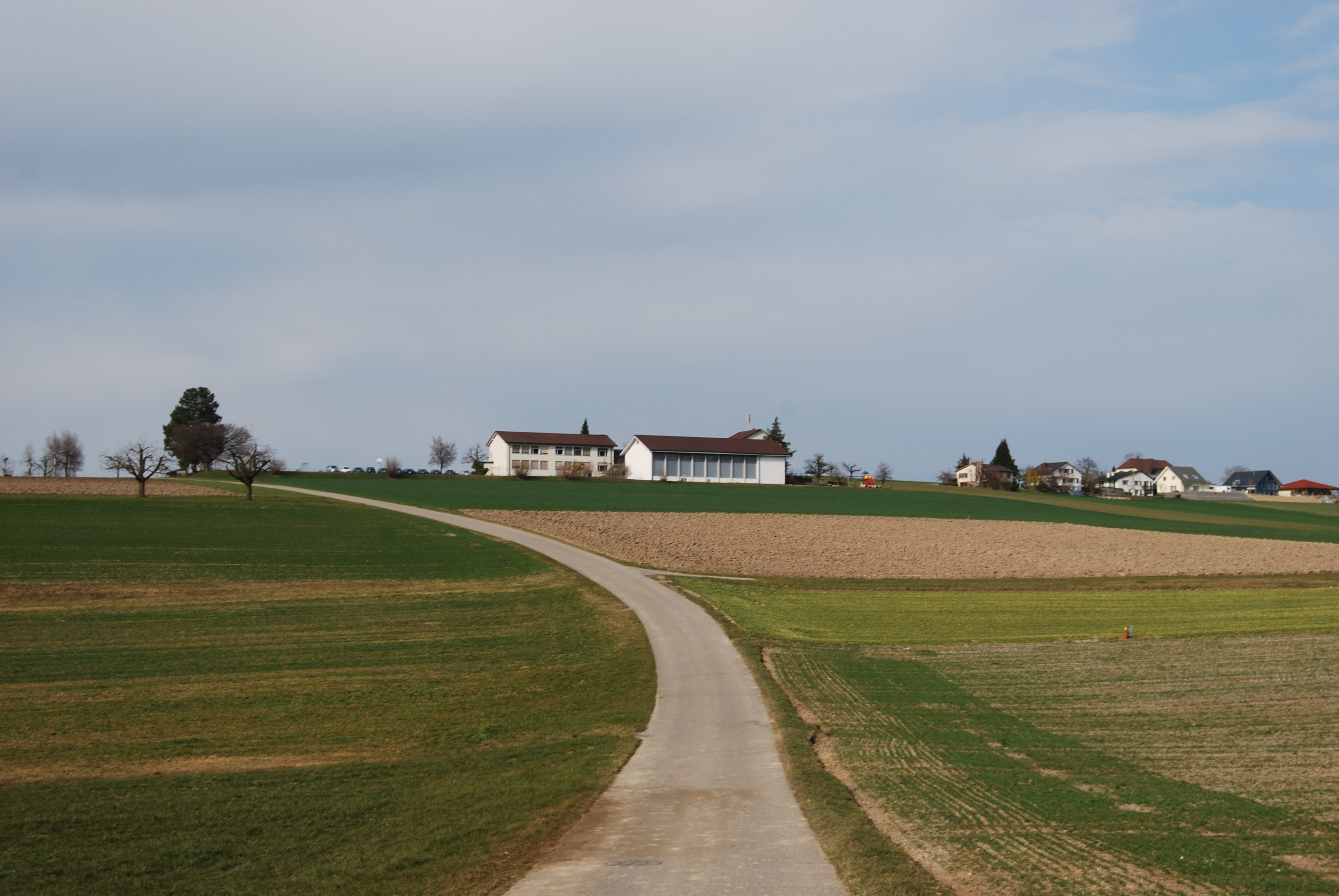
Obersteckholz